# 門野雄吉
門野 雄吉（かどの ゆうきち1906年 - 2006年）は実業家。
千代田生命保険社の創業家に生まれ、同社の社長、会長、相談役を務めた。
また花王の監査役、西東京ロータリーの会長も歴任した。